# Abondance (Rind)
Die Rinderrasse Abondance zählt zu den wichtigeren französischen Milchrinderrassen. Das Zuchtbuch beginnt im Jahr 1891.
Die ausgewachsene Kuh erreicht eine mittlere Widerristhöhe von 130 cm und ist größtenteils von rot bis rotbrauner Farbe. Nur der Kopf, der Bauch, die Beine und der Schwanz sind weiß. Diese Eigenheit weist auf die enge Verwandtschaft mit dem Simmentaler Fleckvieh hin.
So wie bei den Simmentaler Kühen begann auch für die Rinder der Rasse Abondance die Zucht schon im Mittelalter, und zwar im Chablais, der Region am Genfersee, die südlich an das Simmental angrenzt. Wegweisend war offenbar die Gutswirtschaft des Klosters Saint-Maurice im unteren Wallis. Das Tal von Abondance gehörte zum engeren Wirtschaftsbereich dieses savoyischen Klosters, das dort sogar ein Tochterkloster etablierte, um die Bewirtschaftung der Region zu intensivieren.

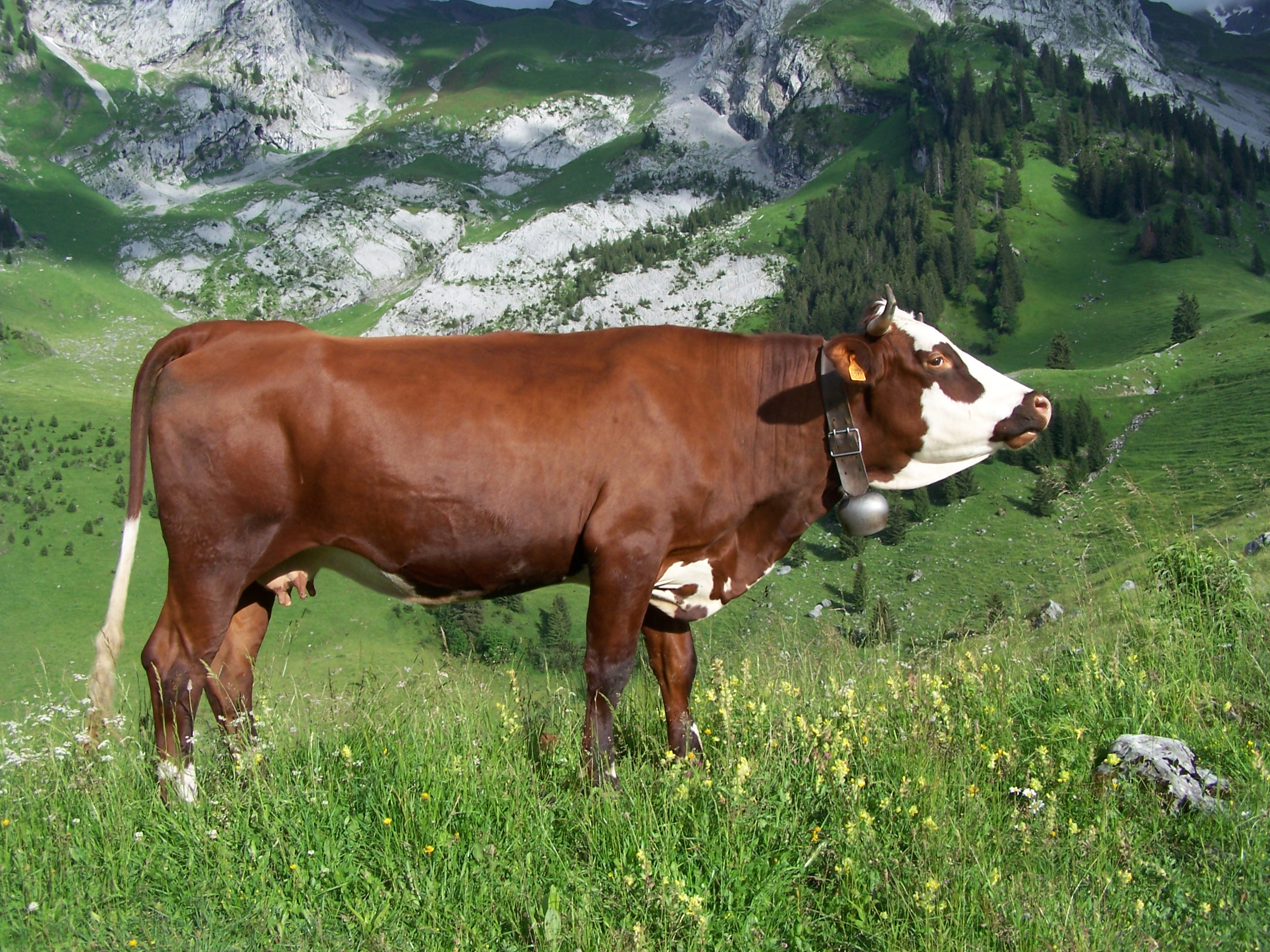
Abondance-Rind

Die Abondance-Kühe haben eine robuste Konstitution und können das Futter der Alpweiden gut verwerten. Sie sind bekannt für eine gute Milchleistung und die Eignung zur Fleischgewinnung. Die Milch weist einen hohen Fettgehalt auf und ist für die Käseproduktion hervorragend geeignet. Aus der Milch werden die Käsesorten Bleu de Termignon, Reblochon, Abondance, Tome des Bauges und Beaufort hergestellt.
Eine nahe Verwandtschaft besteht auch mit der Rasse Montbeliard. Die Milch mit dieser Herkunft kann ebenfalls zur Herstellung der geschützten Abondance-Käse verwendet werden.
In Frankreich ist der Bestand an Abondance-Kühen auf rund 150.000 Tiere angewachsen, womit es sich um die vierthäufigste Rinderrasse des Landes handelt. Abondance-Herden werden in 13 Departements in der Region Auvergne-Rhône-Alpes gehalten. Die beliebte Zuchtrasse ist nach Kanada und Ägypten, in den Irak und nach Westafrika exportiert worden.